# Погорелово (Плюсский район)
Погорелово — деревня в Плюсском районе Псковской области. Входит в городское поселение Плюсса.

## География
Деревня расположена на берегу реки Плюсса, в 9 км к юго-востоку от районного центра — посёлка Плюсса.

## Население
| 2001 | 2002 | 2010 |
| ---- | ---- | ---- |
| 128  | ↘94  | ↘83  |

Численность населения деревни составляла 128 жителей по оценке на конец 2000 года.

## История
До 2015 года деревня входила в Плюсскую волость, до 1995 года — в Плюсский сельсовет.